# Prekop Donava–Tisa–Donava
Prekop Donava-Tisa-Donava (Kanal DTD, srbsko Канал Дунав-Тиса-Дунав, let. Kanal Dunav-Tisa-Dunav) je sistem prekopov in jarkov v severni srbski nižini Vojvodini v Srbiji, med srbsko Donavo na zahodu in spodnjim tokom Tise v središču in Donavo pri Železnih vratih. Sistem tako vključuje pokrajini Bačka in Banat severno od Donave, ki ju ločuje Tisa.

## Opis
Hidravlični objekt se uporablja za protipoplavno zaščito, osuševanje močvirij, oskrbo s sanitarno vodo, odvajanje odplak, ladijski promet, šport in turizem.
Kanalski sistem ima povodje okoli 12.700 km². Skupna dolžina zgrajenih kanalov je 929 km, vključno z novimi in starimi kanali ter rečnimi tokovi, ki so bili v celoti ali delno rekonstruirani in vključeni v kanalski sistem. Glavno kanalizacijsko omrežje vključuje 51 objektov, od tega 24 jezov, 16 zapornic, 5 varnostnih zapornic, 6 črpališč. Obstaja tudi 180 mostov in brvi. Za prevoz blaga je na voljo 14 pomolov in privezov.
Ob novejših kanalih sistema je bilo zgrajenih 84 mostov (62 cestnih mostov, 19 železniških mostov, 3 brvi).
Eden najpomembnejših objektov kanalskega sistema je zajezitev Tise pri Novem Bečeju, ki uravnava vodni režim v kanalskem sistemu in skrbi tudi za namakanje 3.000 km² kmetijskih površin.

## Odseki v Bački
Sistem Donava-Tisa-Donava v Bački vključuje:
Veliki kanal Bačka
Prekop, ki je danes znan kot kanal Velika Bačka (prej: Franzenskanal ali Kanal kralja Petra), je bil prvi kanal današnjega kanalskega sistema v Vojvodini. 118 km dolg prekop je bil odprt leta 1803 in povezuje Donavo pri Bezdanu preko Sombora s Tiso pri Bečeju.
Mali kanal Bačka
V 1870-ih je nastal Mali kanal Bačka (prej: kanal Franz Jožef ali Aleksandrov kanal). 69 km dolg kanal povezuje Mali Stapar na Velikem kanalu z Novim Sadom na Donavi.
Dovodni kanal Baja-Bezdaner
Prav tako v 1870-ih je bil zgrajen dovodni kanal Baja-Bezdán, levi stranski kanal Donave. 47 km dolg kanal od Baje (Madžarska) do Bezdana je severni sprejemnik Velikega Bačkega kanala, ki leži večinoma na madžarskem ozemlju.
Drugi kanali v Bački
V poznejših desetletjih so bili zgrajeni drugi krajši povezovalni kanali, vključno z:
1. GBK pri Somboru - Prigrevica - Srpski Miletić - Karavukovo - Donava pri Bogojevu (38 km)
2. Donava pri Bezdanu - Bački Monoštor - Kupusina - Kanal 1 pri Prigrevici (31 km, deloma v zaledju Donave)
3. Kanal 1 pri Karavukovu - Bač - KBK pri Bačkem Petrovcu (51 km, vzporedno z Donavo)
4. Kanal 1 pri Srpskem Miletiću – KBK pri Ruskem Krsturju (17 km v smeri vzhod-zahod)
5. KBK pri Savinem Selu - Kucura - GBK pri Vrbasu (14 km)
6. KBK pri Despotovu - Ravno Selo - Zmajevo - Gospodinci - Tisa pri Žablju (večinoma po naravnem toku)

## Odseki v Banatu
Kanalski sistem Donava-Tisa-Donava v Banatu:
Kanal Bega
Bega je kanalizirana iz Temišvara in teče preko Kleka in Zrenjanina do izliva Tise pri Titelu.
Vršački kanal
Vršački kanal poteka takole: Klek - Botoš - Vlajkovac pri Vršcu - Donava pri Socolu (začetek Džerdap)
Drugi kanali v Banatu
- Ada - Kikinda - krak kanala vzhodno od Novega Bečeja
- Odcep kanala vzhodno od Novega Bečeja – Klek